# Zuckerfabrik Rositz

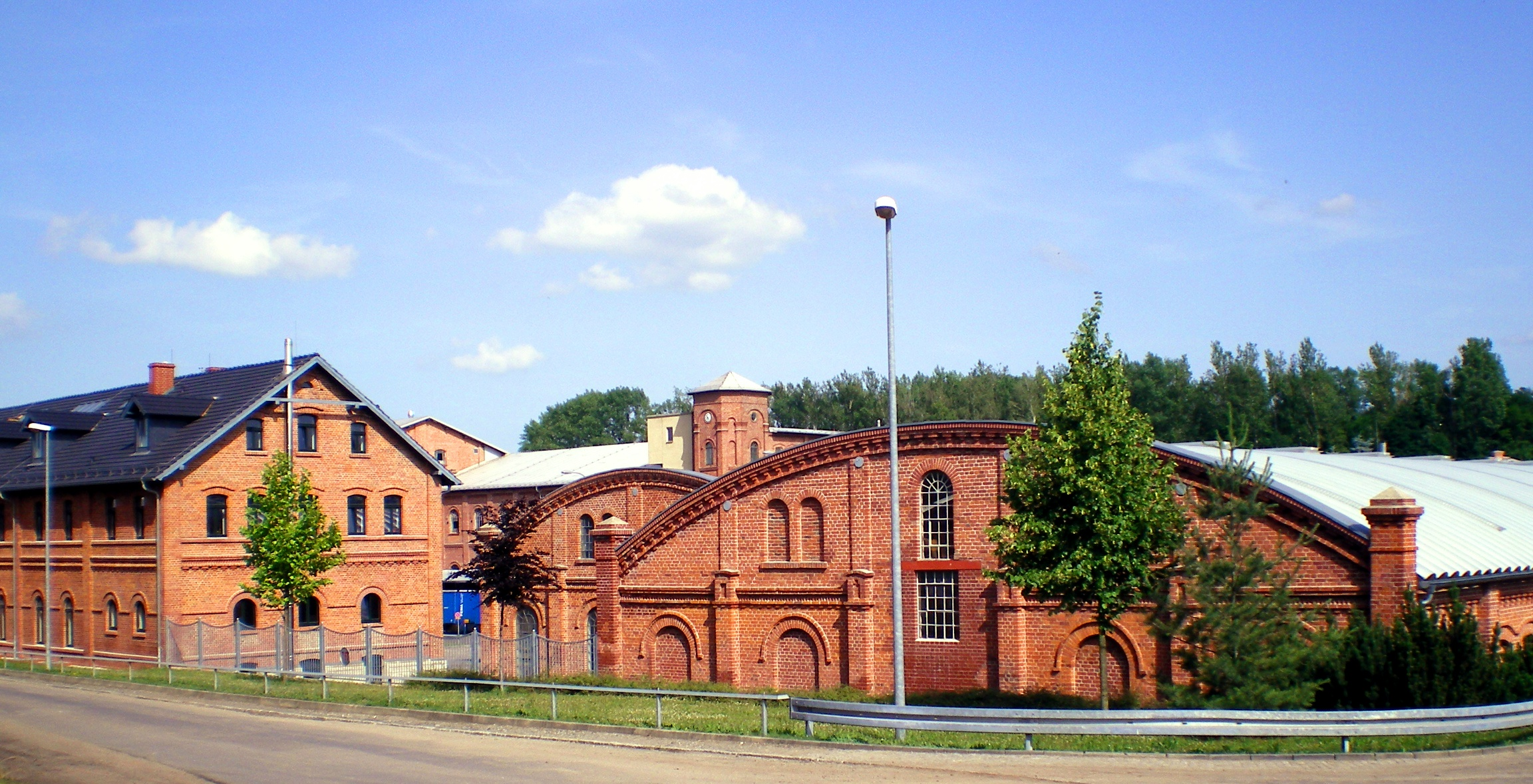
Zuckerfabrik mit der Thüringer Fiber-Trommel GmbH

Aktie über 1000 RM der Rositzer Zucker-Raffinerie vom 10. März 1939

Die Zuckerfabrik Rositz ist ein ehemaliges Werk zur Herstellung von Zucker aus Zuckerrüben im ostthüringischen Rositz. Der Gebäudekomplex steht unter Denkmalschutz.

## Geschichte

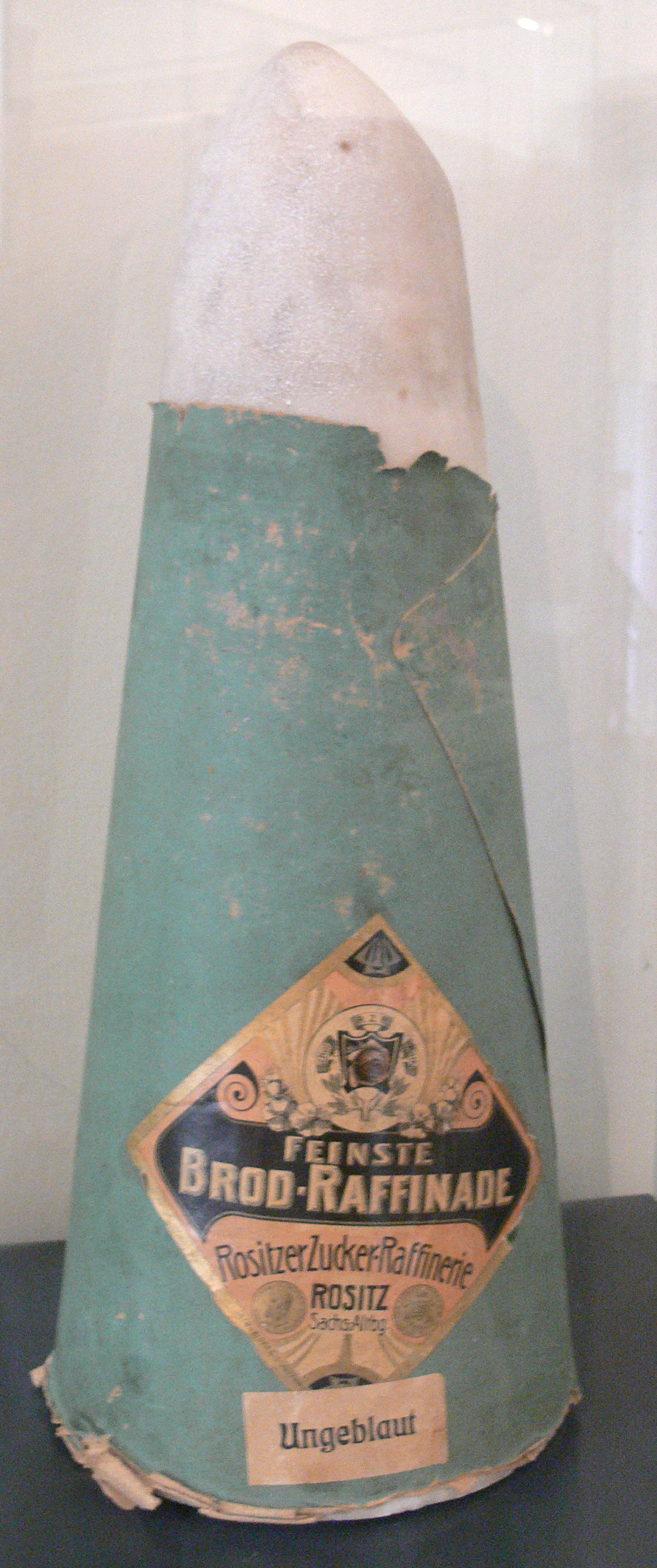
Rositzer Zuckerhut, ca. 1890

Die Zuckerfabrik wurde 1871 erbaut und ging 1872 in Betrieb, sie produzierte aus Rüben Rohzucker. Die Fabrik war damals die erste mit einer elektrischen Betriebsbeleuchtung in Deutschland. Doch bereits im April 1874 meldete die Betreibergesellschaft der Zuckerfabrik Konkurs an. Im Dezember 1882 entstand als Nachgfolgerin die Rositzer Zucker-Raffinerie AG. Die Fabrik war als reine Melasse-Entzuckerungsanstalt gebaut worden, erst 1904–1905 wurde die Produktion durch Errichtung einer Raffinerie auf die Weiterverarbeitung von Rohzucker ausgedehnt.
Nach dem Zweiten Weltkrieg wurde die Aktiengesellschaft enteignet. Im Jahr 1956 stellte man auf die Verarbeitung von Rohzucker aus Kuba zu Weißzucker um. 1965 wurde die Produktion stillgelegt und Zucker nur noch in Kleinmengen abgepackt. Im gleichen Jahr begann die Produktion von Verpackungen und Packhilfsmitteln. Zu DDR-Zeiten gehörte die Fabrik zum VEB Zuckerkombinat „Fortschritt“ Zeitz und darüber ab 1984 zum VE Kombinat Zucker Halle.

## Aktuelle Situation
Der Werkkomplex wurde 1995 vorbildlich restauriert und steht unter Denkmalschutz. In der Fabrik werden heute Fenster und Türen von dem Unternehmen PaX hergestellt sowie Verpackungen und Verpackungshilfsmittel des Unternehmens Thüringer Fiber-Trommel. Teile der ehemaligen Fabrikhallen stehen leer, werden jedoch kontinuierlich wiederhergestellt.
Auf dem Gelände befanden sich bis zum 8. Dezember 2011 eine Rangierlok vom Typ LKM V 10 B sowie zwei Waggons aus den 1920er Jahren, die per Schwerlasttransport nach Gera gebracht wurden, dort werden sie vom Verein Eisenbahnwelten e. V. restauriert.